# Adult Pop Airplay
Adult Pop Songs (или Adult Pop Airplay, ранее известный как Hot Adult Top 40 Tracks или Adult Top 40) — один из хит-парадов Billboard, включающий 40 самых популярных песен в стиле поп, основанный на данных о ротации песен на радио. Данные основаны на предпочтениях взрослой аудитории (старше 25 лет) и исключают жанры хард-рок, тин-поп, танцевальную музыку, хип-хоп и adult contemporary. В 2016 году для составления чарта учитывались данные около 100 радиостанций, а в 2023 — около 150.

## История
Зарождение хит-парада датируется концом 80-х, когда некоторые радиостанции решили сфокусироваться на аудитории в возрасте от 25 до 34 лет. В 1994 Adult Top 40 стал официальным чартом. Первый чарт Billboard Adult Top 40 начал тестироваться 7 октября 1995 года. Первым синглом, возглавившим его, стала песня «Kiss from a Rose» от певца Seal. Но официально первый чарт был опубликован в журнале Billboard лишь 16 марта 1996. Первым его возглавил (16 марта 1996) сингл «One Sweet Day» в исполнении Mariah Carey и группы Boyz II Men.
Чарт Adult Top 40 была сформирован после разделения хит-парад «Hot Adult Contemporary» в связи с появлением всё большего числа радиостанций Adult Top 40 в 1990-е годы. Эти станции проигрывали более широкий круг музыкантов (включая современный рок, танцевальную музыку и R&B) и давали более быстрый оборот песен по сравнению с традиционными радиостанциями современной музыки для взрослых.
В июле 1961 года был запущен чарт Adult Contemporary; в октябре 1992 года — Pop Airplay (мейнстримовый топ-40); в марте 1996 года — Adult Pop Airplay. Одновременно все три радиоэфирных поп-чарта возглавляли семь песен, включая «Flowers» (Miley Cyrus, 1 неделя № 1 в 2023), «Easy on Me» (Adele, 3, 2022), «Thinking Out Loud» (Ed Sheeran, 1, 2015), «Hello» (Adele, 4, 2015), «Stay With Me» (Sam Smith, 1, 2014), «Rolling in the Deep» (Adele, 2, 2011), «Because You Loved Me» (Celine Dion, 5, 1996).

## Рекорды по числу хитов № 1
По числу хитов на первом месте в чарте Adult Pop Songs за всю его более чем 25-летнюю историю лидируют:
| Число | Артист        | Источник      |
| ----- | ------------- | ------------- |
| 15    | Maroon 5      | [ 10 ]        |
| 10    | Пинк          | [ 11 ]        |
| 9     | Тейлор Свифт  | [ 12 ] [ 13 ] |
| 8     | Кэти Перри    | [ 14 ]        |
| 7     | Эд Ширан      | [ 15 ]        |
| 6     | Адель         | [ 16 ]        |
| 6     | Шон Мендес    | [ 17 ]        |
| 5     | Nickelback    | [ 18 ]        |
| 5     | Джастин Бибер | [ 19 ]        |

## Рекорды по числу хитов в Топ-10
| Число | Артист          | Источник |
| ----- | --------------- | -------- |
| 27    | Maroon 5        | [ 21 ]   |
| 27    | Тейлор Свифт    | [ 22 ]   |
| 19    | Пинк            | [ 23 ]   |
| 16    | Kelly Clarkson  | [ 24 ]   |
| 16    | Кэти Перри      | [ 25 ]   |
| 15    | Эд Ширан        | [ 26 ]   |
| 14    | Goo Goo Dolls   | [ 27 ]   |
| 14    | Train           | [ 28 ]   |
| 14    | Джастин Бибер   | [ 29 ]   |
| 13    | Matchbox Twenty | [ 30 ]   |

## Рекорды по числу недель на первом месте
Наибольшее количество недель на первом месте (25) провела песня «Smooth» — дуэт Карлоса Сантаны и Роба Томаса.
25 недель
- «Smooth» — Santana при участии Роба Томаса (1999—2000)

23 недели
- «Wherever You Will Go» — The Calling (2001—2002)

18 недель
- «Unwell» — Matchbox Twenty (2003)
- «Photograph» — Nickelback (2005—2006)

17 недель
- «Iris» — Goo Goo Dolls (1998)

16 недель
- «Complicated» — Аврил Лавин (2002)

15 недель
- «Don't Speak» — No Doubt (1996—1997)
- «How to Save a Life» — The Fray (2006—2007)

14 недель
- «Torn» — Натали Имбрулья (1998)
- «Everything You Want» — Vertical Horizon (2000)
- «Drops of Jupiter (Tell Me)» — Train (2001)